# Хрипунов, Николай Фёдорович
Никола́й Фёдорович Хрипунов (8 декабря 1937, Мухтолово, Горьковская область — 26 мая 2005, Воскресенск, Московская область) — генеральный директор Воскресенского производственного объединения «Минудобрения» имени Куйбышева, Московская область.

## Биография
Родился 8 декабря 1937 года в поселке Мухтолово Ардатовского района Нижегородской области в семье железнодорожника. В 1955 году окончил среднюю школу и уехал в Иваново. Поступил в Ивановский химико-технологический институт. Во время учёбы по вечерам работал, на каникулах дважды был на целине, трудился комбайнером.
В 1960 году, по окончании института был направлен на химический комбинат в город Воскресенск Московской области. На комбинате велась массовая реконструкция и директор — Н. И. Докторов — специально отобрал из выпускников Ивановского института лучших. Хрипунов получил назначение начальником смены в строящийся цех. Трудолюбие, самоотдача и организаторские способности были замечены руководством. Через 8 месяцев недавний студент стал уже заместителем начальника цеха, а через 10 — начальником цеха солей.
С Воскресенским комбинатом и городом Воскресенском была связана вся его последующая жизни. В 1966 году Хрипунов был назначен начальником цеха двойного суперфосфата, затем — заместителем главного инженера и начальником нового отдела — производственного. Перед уходом на пенсию Н. И. Докторов рекомендовал на своё место Н. Ф. Хрипунова, но в министерстве его посчитали ещё молодым. В 1972 году Хрипунов был назначен главным инженером. С 1980 года — директор и с 1983 года — генеральный директор Воскресенского производственного объединения «Минудобрения». С 1984 году, после окончания аспирантуры — кандидат технических наук.
При его активном руководстве разработаны и внедрены впервые в отечественной практике современные технологические схемы ряда производств. Выросли объёмы производства, велась реконструкция предприятия. Автор более 20 изобретений, в 1979 году за проектирование, строительство и освоение производства аммофоса удостоен звания лауреата премий Совета Министров СССР.
Указом Президиума Верховного Совета СССР от 3 июня 1986 года «за досрочное выполнение заданий одиннадцатой пятилетки и социалистических обязательств, заслуг в развитии производства минеральных удобрений и проявленную при этом трудовую доблесть» Хрипунову Николаю Фёдоровичу присвоено звание Героя Социалистического Труда с вручением ордена Ленина и золотой медали «Серп и Молот».

Избирался народным депутатом Верховного Совета СССР от Егорьевского территориального избирательного округа № 30 Московской области, членом Комиссии Совета Союза по вопросам развития промышленности, энергетики, техники и технологии, делегатом XXVII съезда партии. Удостоен звания «Почётный химик».
В сложные 1990-е годы продолжал руководить предприятием, выискивал новые возможности, пути развития. Сумел сохранить и производство, и кадровый состав. Но чрезмерные нагрузки неизбежно отразились на здоровье. В начале 1997 года перенес микроинфаркт, затем инсульт. Вынужден был уйти от дел. В 1997 году присвоено звание «Почетный гражданин города Воскресенска».
Жил в Воскресенске. Скоропостижно скончался 26 мая 2005 года. Похоронен на Воскресенском кладбище.
Награждён орденом Ленина, двумя орденами Трудового Красного Знамени, орденом Дружбы народов, медалью «За доблестный труд». Удостоен звания «Почетный химик».
Его именем названа улица в Воскресенске, установлен бюст и мемориальная доска. В июне 2008 года открыта скульптурная группа «Основателям воскресенского хоккея» памятник Н. С. Эпштейну, Н. И. Докторову и Н. Ф. Хрипунову.